# Детелина Николова
Вижте пояснителната страница за други личности с името Детелина.
Детелина Кирилова Николова е български политик, кмет на Добрич в последователни три мандата (от 2003 година), издигана от НДСВ (2003 – 2007) и ГЕРБ (от 2007).

## Биография
Детелина Николова е родена на 12 декември 1956 година в село Брест, Плевенска област, България. Завършва математическата гимназия в Ловеч и ВИНС – Варна, специалност „Икономика на промишлеността“. Специализира управление на териториални единици във ВИНС – Варна, а от УНСС-София има следдипломна квалификация по маркетинг и мениджмънт. Неин съпруг е Николай Николов, бивш военен летец в местната авиобаза.

### Професионална кариера
През 1981 година е управител на универсален магазин в Добрич. След това в продължение на четири години работи в СД „Деспред“. От 1985 до 1992 година е главен специалист направление „Жалби, сигнали, молби и предложения на гражданите“ към общинския съвет. През 1991 година е началник-отдел „Държавни и общински имоти“ към община град Добрич, а през следващата година началник-отдел „Борба със спекулата“. От 1992 до 1995 година е организатор „Маркетинг и услуги“ в ТП „Далекосъобщения“ в Добрич. След това отново се връща в общината и до 2003 година е секретар на община град Добрич.

### Политическа кариера
Детелина Николова кмет на Добрич в последователни три мандата (от 2003 година), издигана от НДСВ (2003 – 2007) и ГЕРБ (от 2007).

#### Избори
На местните избори през 2003 година е избрана за кмет от листата на НДСВ. На първи тур от изборите е втора като получава около 18 %, преди нея е Евтим Костадинов Костадинов от Предизборна коалиция за местни избори „Социалисти и социалдемократи за Добрич“, който получава около 25 %. На балотажа печели изборите.
На местните избори през 2007 година е избрана за кмет от листата на ГЕРБ, като печели на първи тур с 22 961 гласа (64,82 %). Втори след нея е кандидата на БСП Иван Добрев Иванов, който има 3629 гласа (10,25 %).
На местните избори през 2011 година е избрана за кмет от листата на ГЕРБ, като печели на първи тур с 23 783 гласа (63,90 %). Втори след нея е кандидата на БСП Емилия Добрева Ганева-Николова, която има 5690 гласа (15,29 %).